# Young Artist Award alla miglior performance in un film - Giovane attore di dieci anni di età o meno
Il Young Artist Award alla miglior performance in un film - Giovane attore di dieci anni di età o meno è un premio assegnato al miglior giovane attore ragazzo e bambino in un film.

## Vincitori
I vincitori sono indicati in grassetto. Per ogni film viene inoltre indicato tra parentesi il titolo originale.

### Anni 1990
- 1997: Jonathan Lipnicki - Jerry Maguire
- 1998: Joseph Ashton - La magica storia di un piccolo indiano (The Education of Little Tree)
- 1999: Liam Aiken - Nemiche amiche (Stepmom)

### Anni 2000
- 2000: Jake Lloyd - Star Wars: Episodio I - La minaccia fantasma (Star Wars Episode I: The Phantom Menace)
- 2005: Luke Spill - Neverland - Un sogno per la vita (Finding Neverland)
- 2006: Adrián Alonso - The Legend of Zorro (The Legend of Zorro)
- 2007: Dylan Blue - Conciati per le feste (Deck the Halls)
- 2008: Micah Berry - Noi due sconosciuti (Things We Lost in the Fire)

### Anni 2010
- 2012: Riley Thomas Stewart - Mr. Beaver (The Beaver)
- 2013: CJ Adams - L'incredibile vita di Timothy Green (The Odd Life of Timothy Green)